# Paul Gardner
Paul Malone Gardner (* 5. März 1956 in Fort Erie, Ontario) ist ein ehemaliger kanadischer Eishockeyspieler und derzeitiger -trainer, der bis März 2018 als Trainer bei den Löwen Frankfurt in der DEL2 unter Vertrag stand. Sein Vater Cal, sein Bruder Dave sowie sein Neffe Ryan waren ebenfalls professionelle Eishockeyspieler.

## Karriere

### Als Spieler
Paul Gardner begann seine Karriere als Eishockeyspieler bei den Oshawa Generals, für die er von 1974 bis 1976 in der Ontario Hockey Association aktiv war. Anschließend wurde er zunächst im WHA Amateur Draft 1976 in der dritten Runde als insgesamt als 24. Spieler von den Toronto Toros sowie anschließend im NHL Amateur Draft 1976 in der ersten Runde als elfter Spieler von den Kansas City Scouts ausgewählt. Daraufhin nahmen ihn die Colorado Rockies, das Nachfolgeteam der Kansas City Scouts, den Angreifer unter Vertrag, für die er von 1976 bis 1979 in der National Hockey League spielte. Daraufhin stand Gardner ein Jahr lang für deren Ligarivalen, die Toronto Maple Leafs, sowie vier Jahre für die Pittsburgh Penguins unter Vertrag. In der Saison 1984/85 war der Kanadier für die Washington Capitals in der NHL aktiv, spielte jedoch den Großteil der Spielzeit für deren Farmteam aus der American Hockey League, die Binghamton Whalers. In der Saison 1986/87 beendete der Center seine NHL-Karriere bei den Buffalo Sabres. Zudem spielte er für deren AHL-Farmteam, die Rochester Americans. 

### Als Trainer
Nachdem Gardner von 1986 bis 1990 als Cheftrainer bei den Newmarket Saints in der American Hockey League unter Vertrag stand, arbeitete er anschließend bei deren Ligarivalen, in der Saison 1992/93 bei den Baltimore Skipjacks, sowie von 1993 bis 1997 bei deren Nachfolgeteam, die Portland Pirates, für die er in der Saison 1996/97 noch einmal in der AHL auflief. Im Jahr 1994 spielte Gardner zudem in fünf Spielen, in denen er insgesamt sieben Scorerpunkte erzielte, für die New England Stingers aus der Roller Hockey International.
Von 1998 bis 2003 war der Kanadier Assistenztrainer bei den Nashville Predators in der National Hockey League, ehe er in den folgenden beiden Jahren als Chefscout bei den Predators beschäftigt war. Nachdem der ehemalige NHL-Spieler in der Saison 2007/08 Trainer von Lokomotive Jaroslawl in der russischen Superliga gewesen war, übernahm er am 18. Dezember 2008 von Bill Stewart das Amt als Cheftrainer bei den Hamburg Freezers aus der Deutschen Eishockey Liga und erreichte mit den Hanseaten das Playoff-Viertelfinale, wo man mit 0:4-Siegen den Eisbären Berlin unterlag. In der Saison 2009/10 wurden die Freezers unter Gardners Leitung Vorletzter, sein auslaufender Vertrag wurde anschließend nicht verlängert.
Ab Dezember 2010 stand Gardner bei den Mississippi RiverKings aus der Central Hockey League an der Bande und löste dort Kevin Kaminski als Cheftrainer ab. Zur Spielzeit 2011/12 engagierten ihn die Bloomington Blaze in derselben Funktion. Im Januar 2013 löste er Jordan Krestanovich bei den Braehead Clan aus der Elite Ice Hockey League als Cheftrainer ab.
Zur Saison 2013/14 wurde der Kanadier von den Tilburg Trappers aus der Eredivisie als Cheftrainer verpflichtet. In seiner zweijährigen Amtszeit in Tilburg führte Gardner die Mannschaft zweimal zum "Double" aus niederländischem Meistertitel und Pokalsieg. Im Januar 2016 wurde Paul Gardner als neuer Trainer der DEL2-Mannschaft Lausitzer Füchse in Weißwasser vorgestellt. Er blieb bis zum Ende der Saison 2015/16, in der er die Füchse zum Klassenerhalt führte, im Amt.
Am 29. Juni 2016 wurde Gardner als neuer Trainer des deutschen Zweitligisten Löwen Frankfurt vorgestellt. Dort bildete er das sportliche Führungsduo mit Sportdirektor Rich Chernomaz. Gardner führte die Löwen zum Gewinn des DEL2-Meistertitels 2017. Am 17. März 2018, kurz nachdem die Frankfurter im Playoff-Viertelfinale gegen Kassel mit 0:2-Siegen in Rückstand geraten waren, trennten sich die Löwen von Gardner. „Aufgrund von Aussagen Gardners gegenüber den Medien in Verbindung mit der sportlichen Situation sind die Löwen Frankfurt zum Handeln gezwungen und haben den 62-Jährigen freigestellt“, begründete der Verein den Schritt. Unter seiner Leitung hatten die Löwen zuvor die Hauptrunde 2017/18 als Tabellendritter abgeschlossen.

## Persönliches
Gardner hat fünf Kinder.
Der Kanadier ist für seine teils extravaganten Krawatten bekannt, die er während der Spiele trägt.

## Erfolge und Auszeichnungen
- 1985 AHL First All-Star Team
- 1985 Fred T. Hunt Memorial Award
- 1985 John B. Sollenberger Trophy
- 1985 Les Cunningham Award
- 1986 AHL First All-Star Team
- 1986 John B. Sollenberger Trophy
- 1986 Les Cunningham Award